# Wadcutter

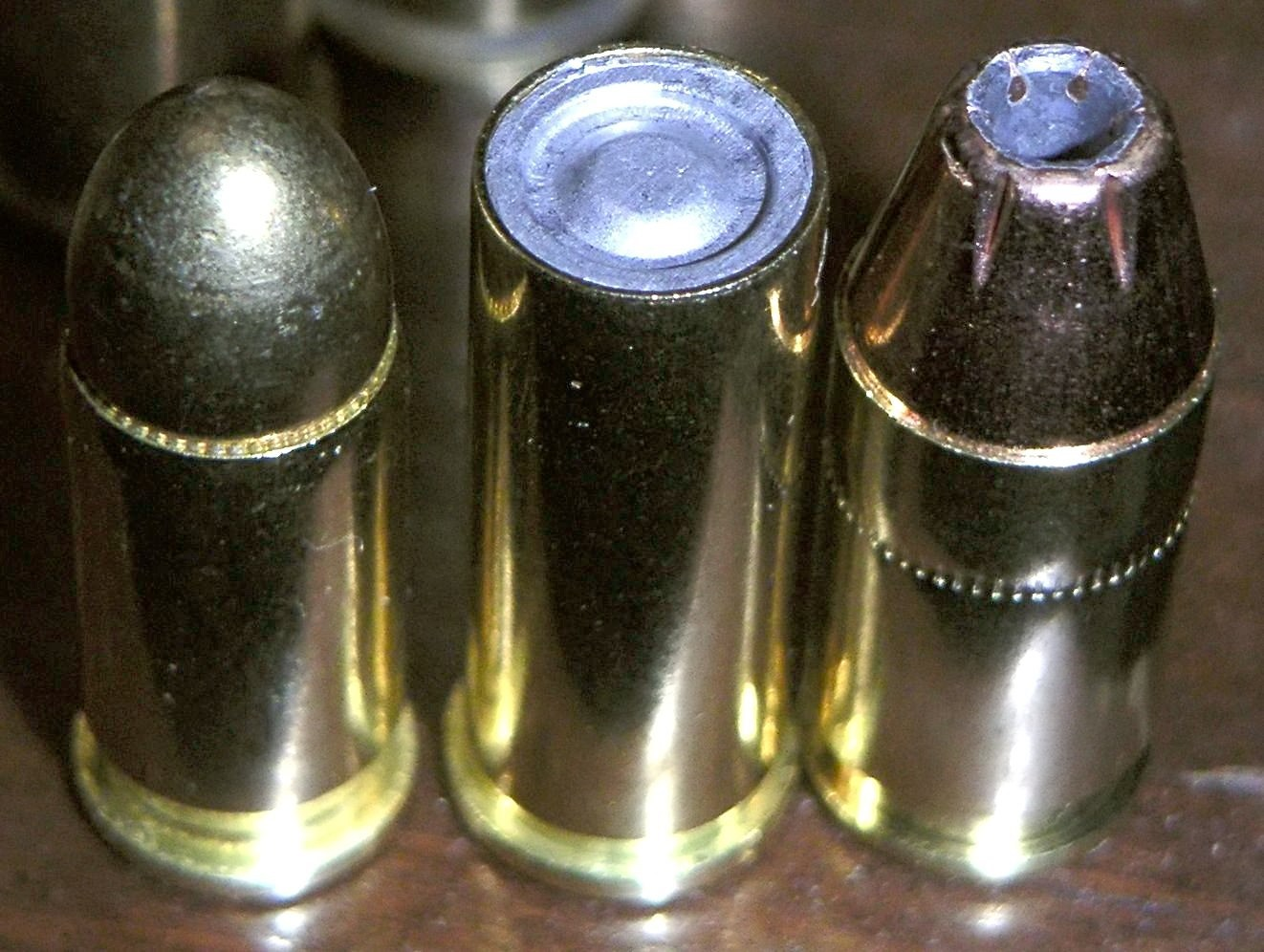
da sinistra: .32 ACP full metal jacket, .32 S&W Long wadcutter, .380 ACP jacketed hollow point

Wadcutter è un tipo di pallottola, generalmente disponibile in calibro .38 o .32 (9 o 7,65 mm), essenzialmente utilizzata nel tiro sportivo su bersaglio cartaceo.
I proiettili Wadcutter, classici ed a base piana, sono indicati con la sigla WCBB (WadCutter Bevel Base), mentre quelli a base cava sono indicati con la sigla WCHB (WadCutter Hollow Base).

## Descrizione
Alla vista, il proiettile si presenta interamente posizionato all'interno del suo bossolo in ottone.
La sua forma è cilindrica e può avere la base posteriore cava, per migliorare la tenuta ai gas in canna. 
La forma piatta della sommità di questa pallottola conferisce la possibilità, durante il tiro, di colpire il bersaglio provocando un foro di forma quasi perfettamente circolare, vantaggioso per una migliore lettura dei punteggi realizzati in gara.
Di solito, questo tipo di proiettile ha velocità di volo subsonica (inferiore a 300 m/s), data la bassa aerodinamicità conferitagli dalla punta piatta (infatti, il proiettile ha una forma simile a quella di un cilindro). Nel calibro .38, il proiettile ha una massa variabile all'incirca tra 148 e 158 grani (9,59 e 10,24 grammi) ma esistono anche versioni del peso di 85 e 125 grani (5,48 e 8,06 grammi); mentre, nel caso di calibro .32, la pallottola ha una massa intorno ai 98 grani (circa 6,35 grammi) e velocità all'uscita della canna stimata in circa 208 m/s (con un'energia cinetica associata intorno ai 137 J). Queste caratteristiche consentono al tiratore di avere poco rinculo dell'arma, fattore importante per un tiro di alta precisione, ed una bassa rumorosità.